# Alfred Adloff
Alfred Hubert Adloff (Düsseldorf, 22 de julho de 1874 — Araraquara, 1948) foi um dos mais importantes escultores e decoradores ativos na cidade brasileira de Porto Alegre na primeira metade do século XX, especializado na escultura de fachada, deixando um rico acervo de obras instaladas em edifícios monumentais hoje tombados. Também é importante sua contribuição para a arte fúnebre.

## Biografia
Nascido na Alemanha, filho de Alfred Adloff e Johana Riel, descendia de uma antiga família de Dusseldorf. Manifestou talento artístico desde cedo, mas o pai não aprovava esta vocação. Estudou modelagem por oito anos na Real Escola de Belas Artes de Dusseldorf. Apesar de receber diversos prêmios por seus trabalhos, não encontrou espaço no mercado independente e teve de se contentar com ser assistente em oficinas já estabelecidas. Trabalhou em Berlim, Bruxelas e na Itália, sempre ficando pouco tempo. Voltando à Alemanha, empregou-se em fábricas de cutelaria e baixelas em Griessen e Essen.
Estava em Essen quando chegou às suas mãos uma oferta de emprego de João Vicente Friedrichs, estabelecido em Porto Alegre, no Brasil, onde sua firma fazia notável carreira na decoração de edifícios. Chegou ao Brasil em 1913, e para Friedrichs executou a maior parte de suas obras. Manteve por algum tempo uma empresa em sociedade com Giuseppe Gaudenzi.
Adloff foi ainda um piscicultor, tendo descoberto uma espécie de peixes ornamental no Rio Grande do Sul que levou seu nome, Austrolebias adloffi. Na década de 1930, com o fim da época áurea da edificação monumental em Porto Alegre, começou a enfrentar dificuldades financeiras. Teve de pedir anistia do Imposto Predial em 1937, pois não tinha como pagá-lo. Não encontrando mais trabalho, mudou-se em 1940 para a casa de seu filho em Araraquara, onde veio a falecer em 1948.

## Obra

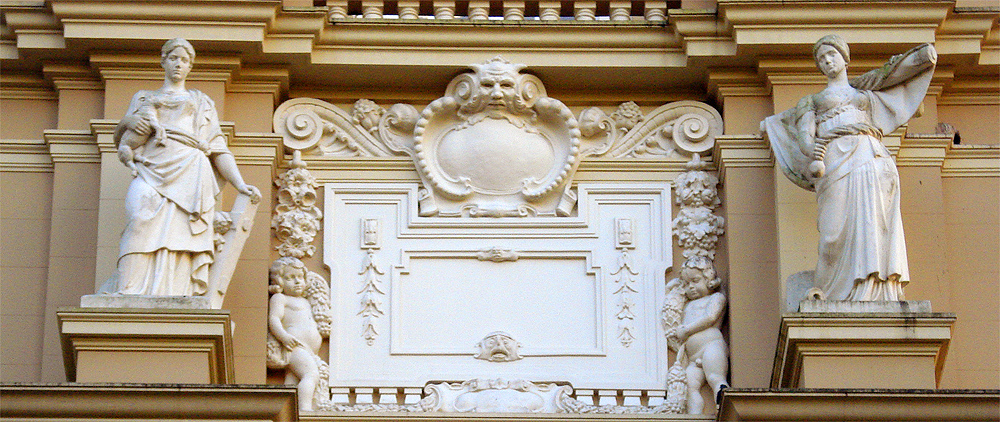
Alegorias da Pecuária e Navegação na antiga Delegacia Fiscal

Alfred Adloff era um artista versátil e dominava diversos estilos e técnicas. Suas figuras fachadistas muitas vezes ilustraram princípios positivistas de ordem, progresso, trabalho, sustentados pela elite econômica e política da época, que era quem estava encomendando grandes e suntuosos edifícios como expressão do seu projeto civilizador. As estátuas da antiga Delegacia Fiscal, por exemplo, são alegorias da Indústria, Arquitetura, Pecuária e Navegação, além de duas estátuas de Hermes, deus do Comércio, e Ceres, deusa da Agricultura.

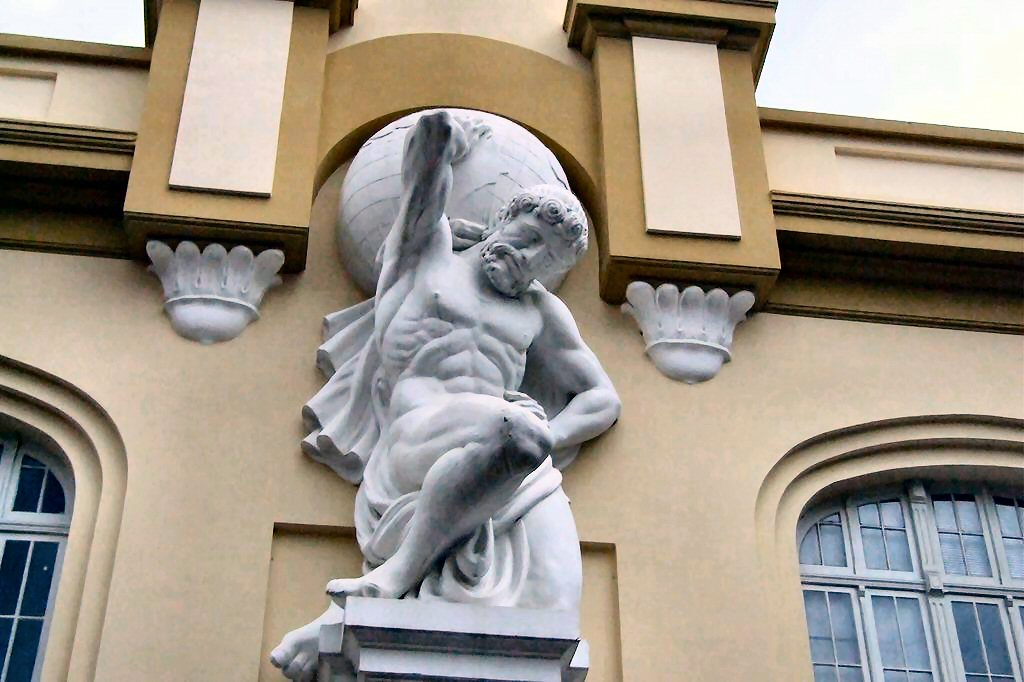
Atlas na antiga Alfândega

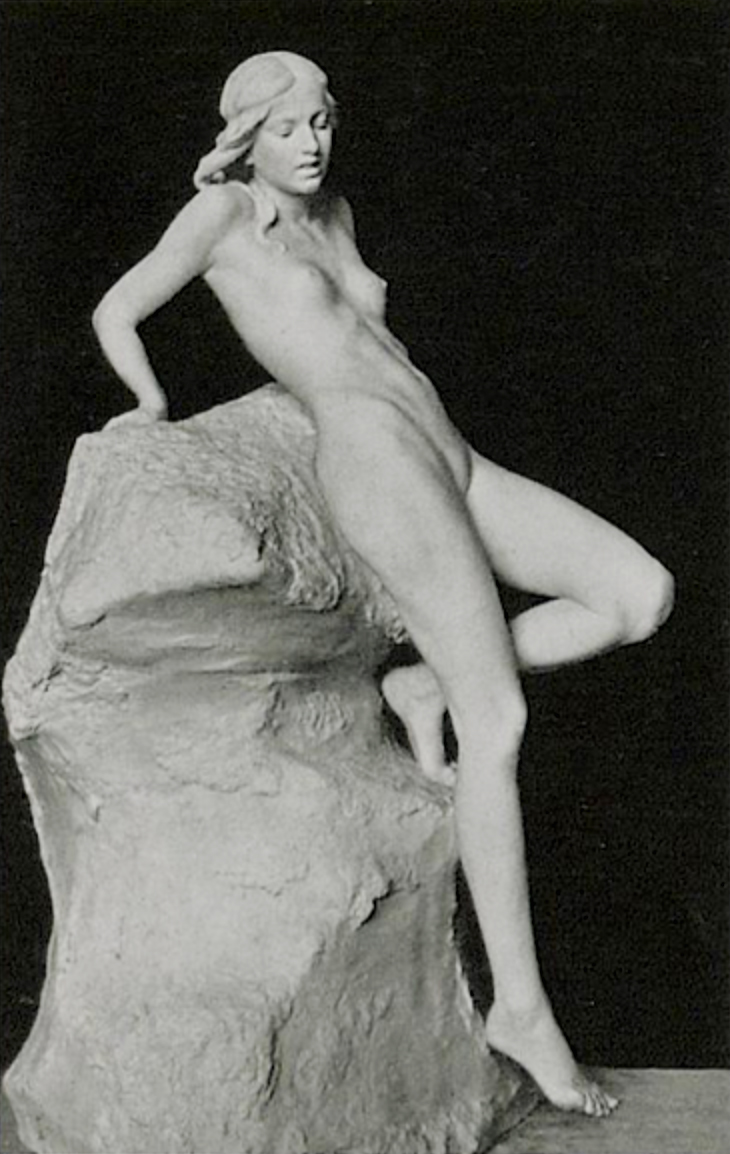
Moça no banho, 1907

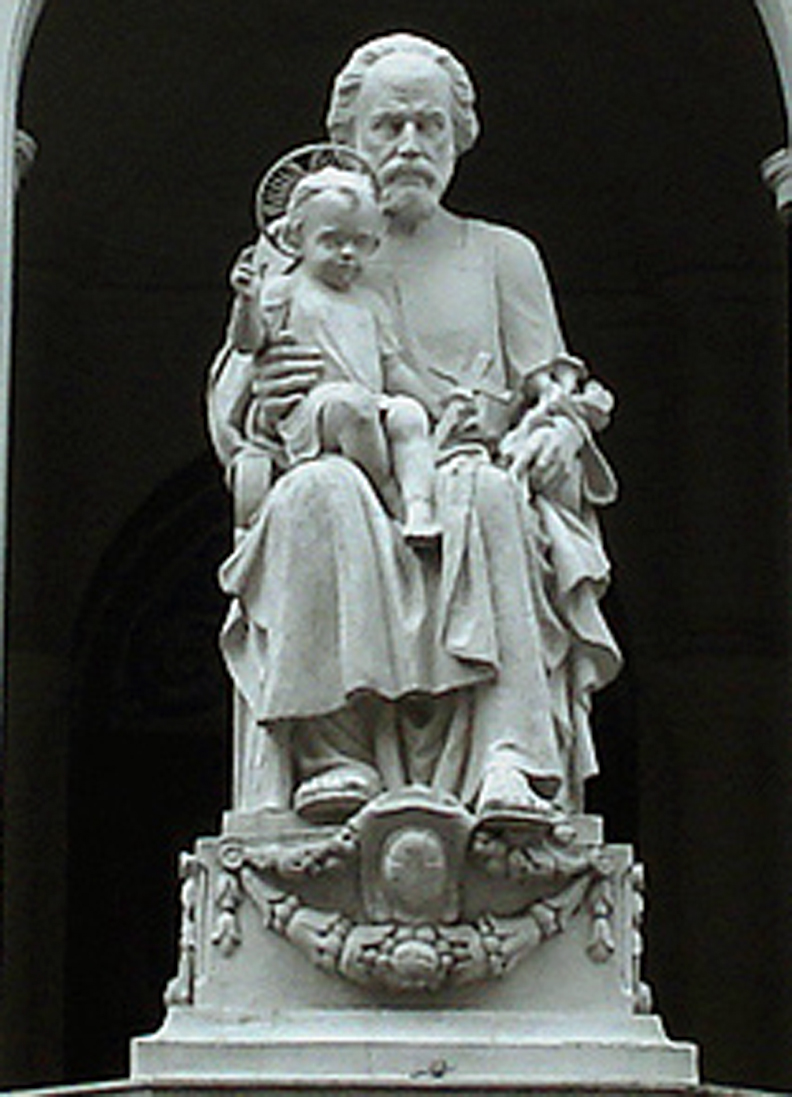
São José e o Menino, Igreja de São José

Essas figuras monumentais em geral são acadêmicas, têm proporções clássicas, rostos estereotipados, compostura digna e repousada, uma constituição possante e anatomia correta, embora simplificada. É incerto até que ponto ele tinha poder de decisão na escolha dos temas e no tratamento, várias vezes deve ter sido apenas o executante e não o idealizador. A grande escultura fachadista da época geralmente ilustrava um programa conceitual pré-estabelecido pelo contratante, que geralmente era o governo ou algum empresário ligado ao governo. O sistema de funcionamento da oficina de Friedrichs era coletivo, o contratante enviava um projeto e os artistas o executavam em grupo, mas sempre havia algum grau de liberdade criativa na execução, e havia um escultor principal para cada peça, que podia imprimir traços de seu estilo pessoal no resultado. Durante anos Aloff desempenhou a função de Primeiro Escultor na oficina. Em cartas enviadas para parentes na Alemanha, queixava-se da pesada carga de trabalho, dos cronogramas apertados e do pouco reconhecimento da sua obra.
É interessante a percepção do seu trabalho pela crítica da época. Uma cópia que fez do Discóbolo de Míron foi assim descrita no Diário de Notícias em 1925: "Uma nova interpretação, por onde é fácil apurar desde logo a sua pujança e a sua maestria técnica", embora fosse "uma escultura acadêmica, traduzindo mais uma escola que um temperamento, mas que dá ao seu autor ocasião de afirmar a sua personalidade e o seu valor artístico"; era produção de um "autor não-moderno, já que sua arte ressente-se da influência da escola alemã do princípio do século, dura de forma, e por isso mesmo pouco expressiva, mas de construção sólida e definitiva". Apesar das reservas do crítico, a peça foi tão bem recebida pelo público que foram solicitadas várias outras cópias, hoje ainda visíveis em vários locais da cidade, como o Grêmio Náutico União (GNU) e a Sociedade de Ginástica Porto Alegre (SOGIPA). Já a Moça no banho (desaparecida) foi premiada em Düsseldorf e exposta no famoso Salão de Outono de Porto Alegre através de fotografias, recebendo elogios como "arte pura, obra de mérito considerável". Também foi muito elogiada a construção e o vigor do movimento do grupo Dueto, mostrando duas moças dançando. Algumas de suas obras ilustraram capas da revista de variedades Máscara.
Para a crítica recente seu nome merece um lugar destacado na história da arte gaúcha. Harry Bellomo o considera um dos mais importantes escultores ativos em Porto Alegre na primeira metade do século XX e importante também para a arte cemiterial. Para Armindo Trevisan, ele "deixou muitas obras de grande valor", e diz Arnoldo Doberstein que Adloff foi "o mais virtuoso e produtivo dos modeladores que trabalharam no estado, entre 1910 e 1940. [...] Seguiu as prescrições das fórmulas tradicionais do academicismo escultórico onde predominava a orientação aristotélica-naturalista de que a arte devia seguir a natureza".
Suas obras de fachada, como era praxe na época, são realizadas em cimento moldado, apresentando um acabamento relativamente rústico, uma vez que deviam ser vistas muitas vezes só à distância, mas o grupo em bronze do Monumento ao Barão do Rio Branco e, em especial a imagem da República, mostra um desenho refinado e expressivo em estilo art nouveau, e um acabamento de alta qualidade. Suas Ninfas para uma fonte na Praça Edgar Schneider, hoje desaparecidas e só conhecidas através de fotografias, possuíam uma elegância clássica. Em peças para clientes privados, também explorou a sensualidade do corpo e as emoções em concepções naturalistas e de aprimorado acabamento.
Boa parte de sua produção fachadista se oculta no anonimato que caracterizava a produção da oficina de Friedrichs. Algumas peças permanecem identificáveis como suas ou principalmente suas, tais como o grupo de São José com o Menino Jesus na fachada e painéis cívicos no interior da Igreja São José, a estátua de Santa Teresinha (em bronze) no topo da torre da igreja da santa, as alegorias da Luz no Viaduto Otávio Rocha (cimento), parte da decoração externa da antiga Força e Luz (cimento), duas estátuas no frontispício do Colégio Militar de Porto Alegre (cimento), a estátua de Gambrinus na fachada da antiga Cervejaria Brahma (cimento), o Remador Negro e o Atlas na fachada da antiga Alfândega (cimento), e algumas figuras na fachada da Biblioteca Pública.
São seus ainda uma fonte com duas figuras clássicas no cais do porto de Porto Alegre, uma Moça com cântaro, depois impropriamente conhecida como A Samaritana, para uma fonte comemorativa do centenário da imigração alemã, duas Carregadoras de água para a Hidráulica Moinhos de Vento (desaparecidas), a herma de Apolinário Porto Alegre (bronze, roubada), as figuras do Barão e da República no Monumento ao Barão do Rio Branco (bronze, vandalizado), o monumento ao Cônego Champagnat (cimento), o Monumento à Independência em Santa Cruz e o Netuno e as Ninfas do Château d'Eau de Cachoeira do Sul.
Deixou notável contribuição na arte cemiterial, como a Orante ajoelhada no jazigo de Júlia Friedrichs, as figuras da Dor e da Consolação no jazigo de José Ferreira, os relevos clássicos para o jazigo de Pereira Parobé, o grupo do Santo Sepulcro para o jazigo da família Mathias Velho, o relevo e a figura para o jazigo do Coronel Massot, todos em bronze. Para Doberstein, "foi aquele que, pelo menos até a chegada de Caringi, mais imprimiu realismo às figuras funerárias".

## Galeria

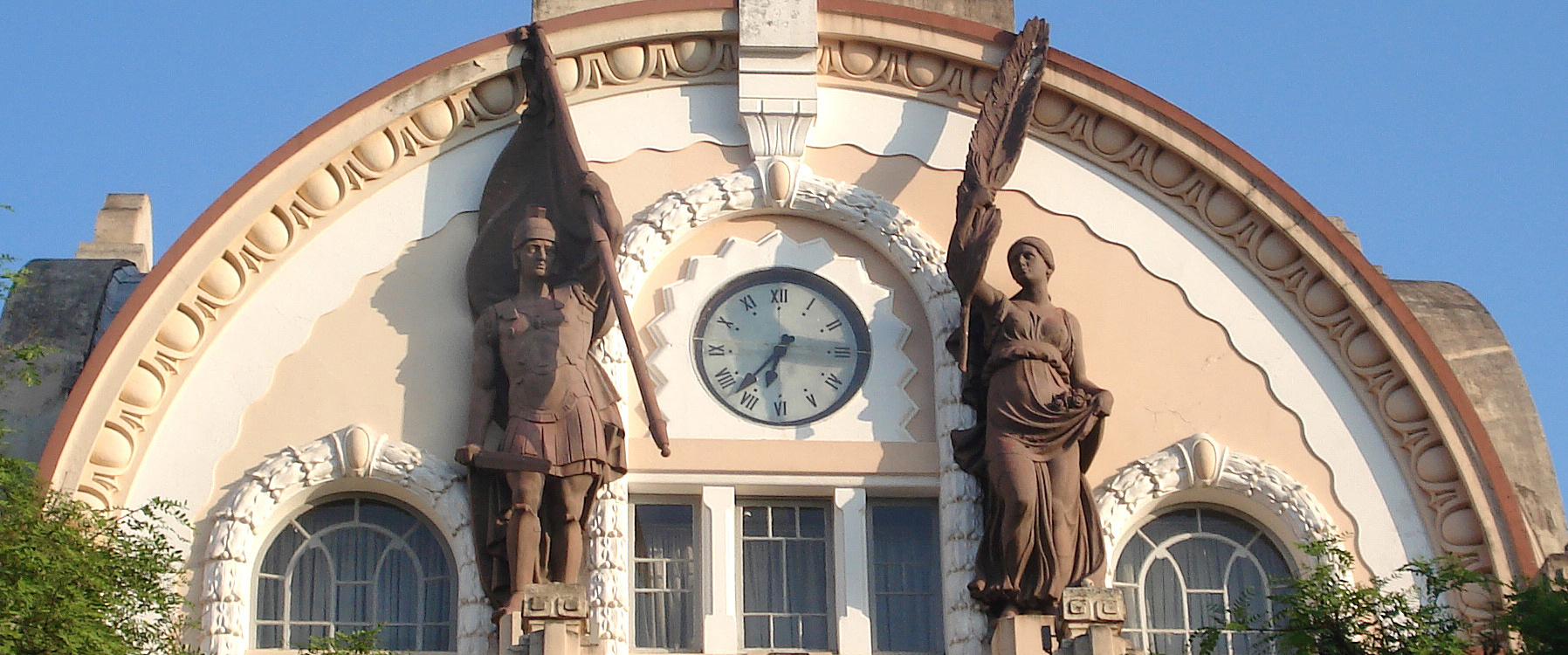
Colégio Militar
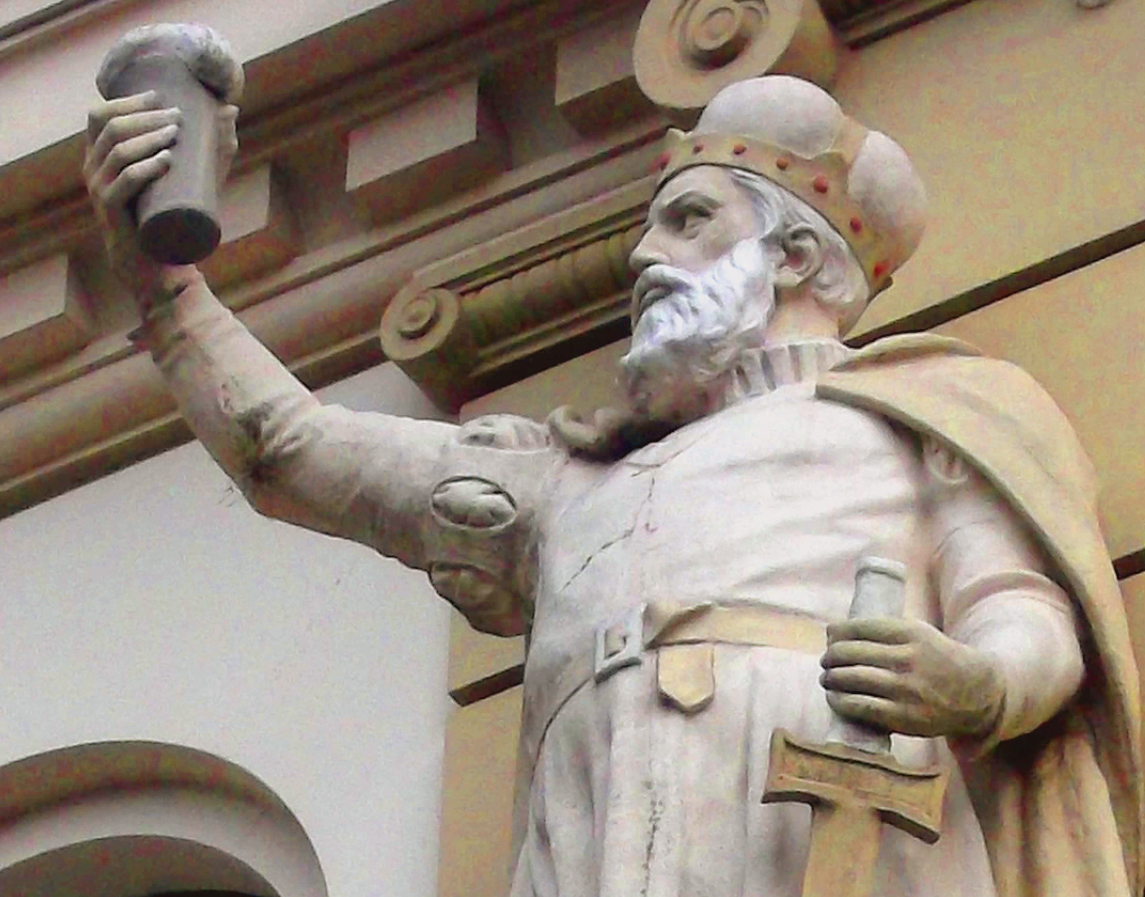
Gambrinus, antiga Cervejaria Brahma
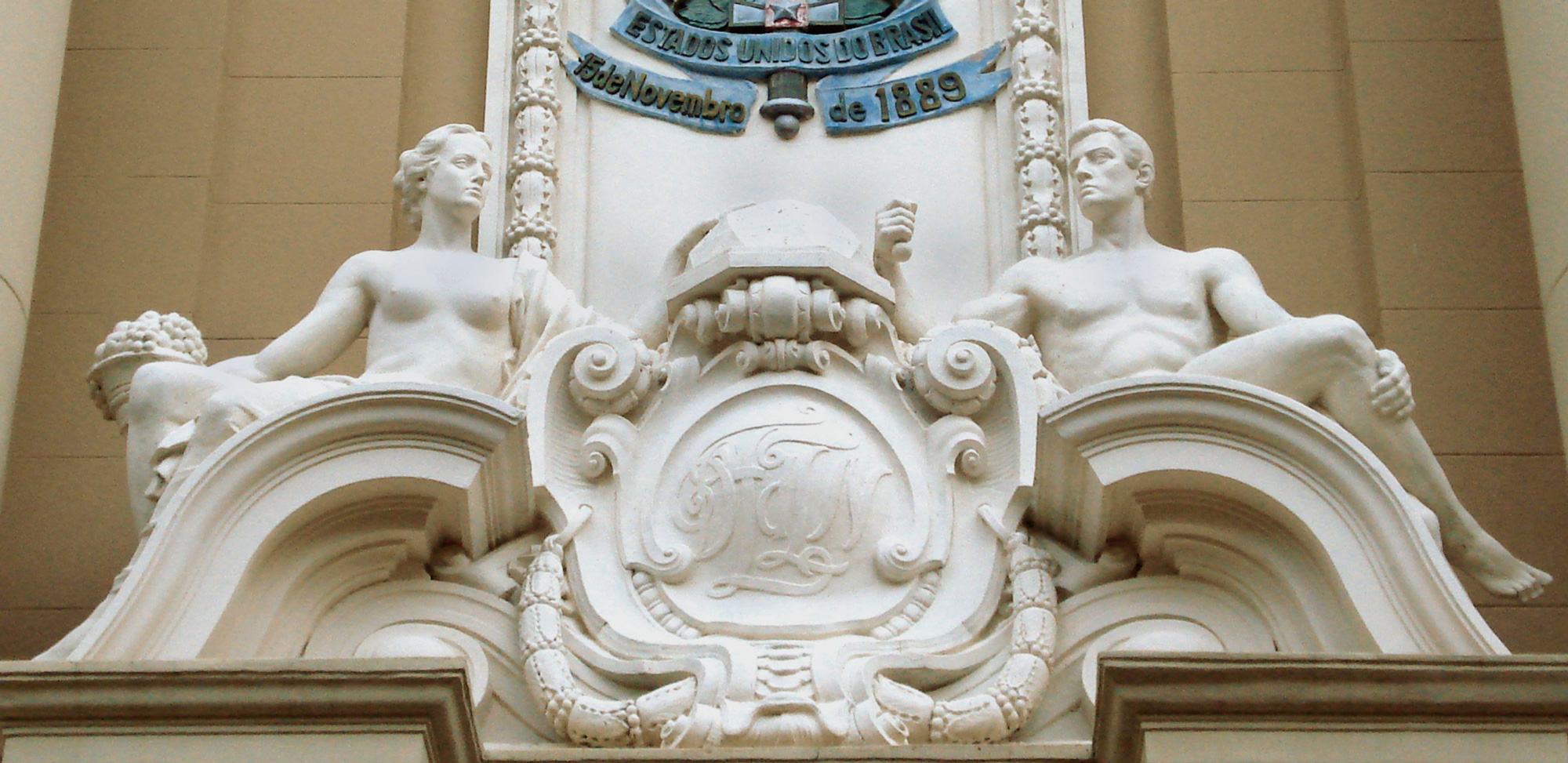
Ceres e Hermes, antiga Delegacia Fiscal
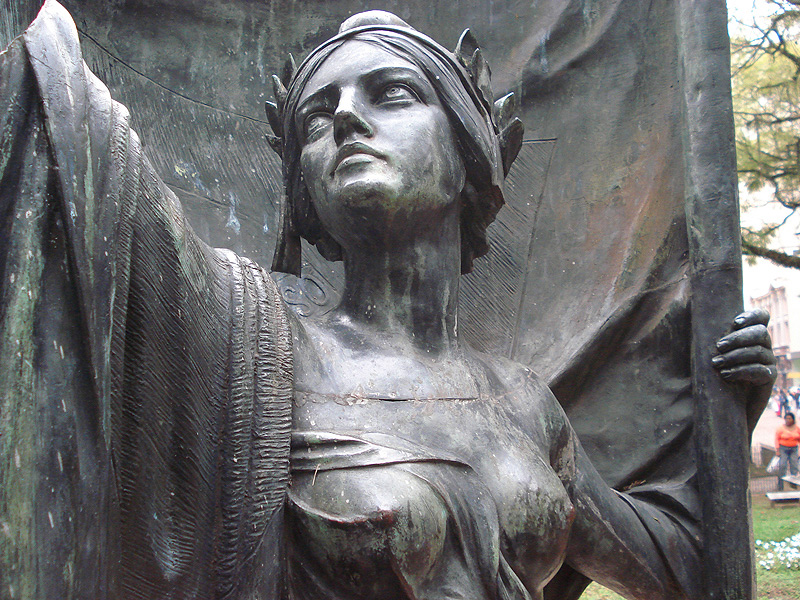
Detalhe da figura da República, Monumento ao Barão do Rio Branco